# Cal Perramon
Cal Perramon és una masia del municipi de Ribes de Freser (Ripollès) inclosa en l'Inventari del Patrimoni Arquitectònic de Catalunya.

## Descripció
La contracció de Pere Ramon originà el nom de Pererramon. Un temps fou la millor masia del poble, amb capella i molins blader i draper. Els edificis actuals daten del segle xvii.
Les construccions s'aixequen al voltant de l'era a manera de recinte emmurallat al que es penetra per un portal protegit per un aixopluc. Cal destacar la singular cabanya de pilars cilíndrics i l'eixida d'arcs rebaixats afegida al cos principal de l'edifici de poca tradició en les construccions d'alta muntanya.